# Tanja Machalet

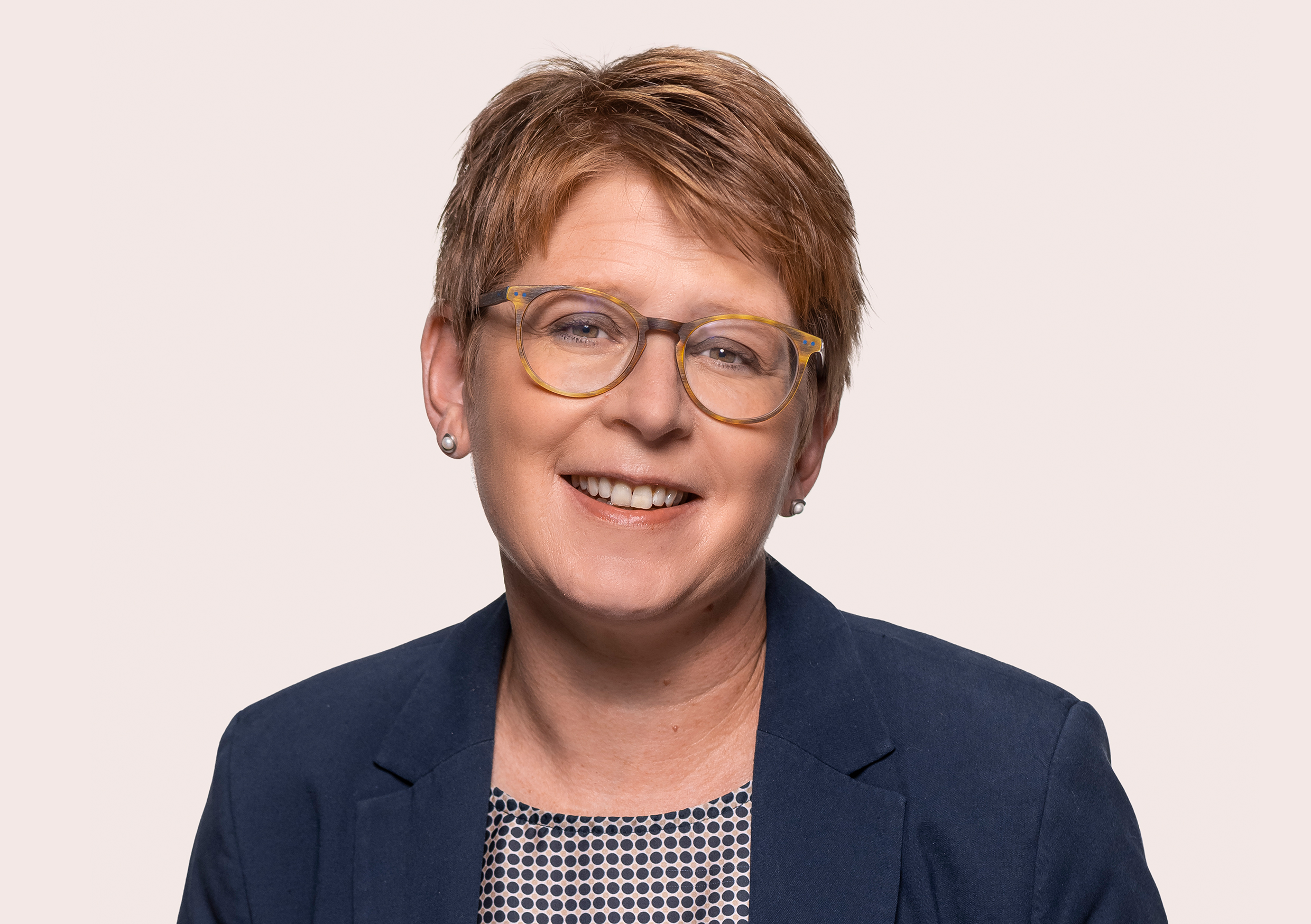
Tanja Machalet (2021)

Tanja Machalet (* 1. Mai 1974 in Dernbach (Westerwald) als Tanja Breuer) ist eine deutsche Politikerin (SPD). Sie ist seit 2021 Mitglied des Deutschen Bundestages und gehörte zuvor von 2011 bis 2021 dem Rheinland-Pfälzischen Landtag an. Seit Mai 2025 ist sie Vorsitzende des Bundestags-Gesundheitsausschusses.

## Leben
Machalet legte im Jahr 1993 das Abitur am Mons-Tabor-Gymnasium in Montabaur ab, anschließend absolvierte sie eine Ausbildung zur Bankkauffrau bei der Landesbank Hessen-Thüringen in Frankfurt am Main. In den Jahren 1996 bis 2002 studierte Machalet Volkswirtschaftslehre in Frankfurt und Trier und promovierte im Jahr 2007 mit einer Arbeit zum Thema „Bildungsabschlüsse am internationalen Arbeitsmarkt“. Für ihr Studium wurde Tanja Machalet mit einem Stipendium der Hans-Böckler-Stiftung gefördert. Machalet war von 2002 bis 2006 als wissenschaftliche Mitarbeiterin an der Universität Trier beschäftigt. Von März 2006 bis Mai 2011 war sie als Referentin in der Staatskanzlei Rheinland-Pfalz in Mainz tätig. Machalet ist verheiratet und Mutter zweier Kinder.

## Politische Karriere
Machalet war in den Jahren 1999 bis 2003 stellvertretende Bundesvorsitzende der Jusos, denen sie seit 1991 angehörte. 2009 war sie Landratskandidatin der SPD im Westerwaldkreis, verlor aber gegen Achim Schwickert von der CDU. In den Jahren 2011 und 2016 kandidierte Machalet im Wahlkreis Montabaur für den rheinland-pfälzischen Landtag und zog jeweils über die Landesliste für die SPD in den Landtag ein. In der Legislaturperiode ab 2016 war sie Mitglied im Haushalts- und Finanzausschuss, im Ausschuss für Soziales und Arbeit und im Ausschuss für Gesundheit, Pflege und Demografie. Zudem war sie haushaltspolitische Sprecherin der SPD-Fraktion.
Seit 2017 ist sie Mitglied im Landesvorstand der SPD Rheinland-Pfalz.
Sie ist Mitglied des Verbandsgemeinderats der Verbandsgemeinde Wallmerod und des Kreistags des Westerwaldkreises.
Im März 2020 gab Machalet bekannt, dass sie bei der Wahl zum 18. Landtag von Rheinland-Pfalz nicht mehr antreten werde. Der Kreisvorstand der SPD im Westerwaldkreis hat Machalet als Nachfolgerin von Gabi Weber im Bundestagswahlkreis Montabaur für die Wahl zum 20. Deutschen Bundestag nominiert. Am 20. März 2021 wurde sie von der zuständigen Delegiertenkonferenz zur SPD-Direktkandidatin im Bundestagswahlkreis Montabaur gewählt.
Bei der Bundestagswahl 2021 wurde sie als Direktkandidatin im Wahlkreis Montabaur in den Deutschen Bundestag gewählt. Im 20. Deutschen Bundestag war sie ordentliches Mitglied im Ausschuss für Arbeit und Soziales und rentenpolitische Sprecherin der SPD-Fraktion. Sie war außerdem stellvertretendes Mitglied Ausschuss für Gesundheit und im Finanzausschuss. Sie war stellvertretende Sprecherin der Landesgruppe Rheinland-Pfalz und Sprecherin der Arbeitsgruppe Verteilungsgerechtigkeit und soziale Integration. Sie ist außerdem Teil des Leitungskreises der Parlamentarischen Linken, der linken Strömung der SPD-Fraktion.
Zur vorgezogenen Bundestagswahl 2025 trat sie erneut als Direktkandidatin in ihrem Wahlkreis und als Spitzenkandidatin der SPD Rheinland-Pfalz an. In ihrem Wahlkreis unterlag sie dem Kandidaten der CDU Harald Orthey gewann jedoch über die Landesliste ihrer Partei ein Mandat für den 21. Deutschen Bundestag. Dort ist sie Vorsitzende des Ausschusses für Gesundheit, Mitglied im Ausschuss für Arbeit und Soziales und stellvertretendes Mitglied im Finanzausschuss.

## Sonstiges Engagement
Tanja Machalet ist Vorsitzende des DRK-Ortsvereins Meudt e.V. und stellvertretende Präsidentin des DRK-Kreisverbands Westerwald. Zudem ist sie Initiatorin der Initiative für Alleinerziehende im Westerwald.
Sie ist Mitglied in der Gewerkschaft ver.di, im Verein "Frauen gegen Gewalt" e.V., im Hospizverein Westerwald, in der AWO und im Verein der Ehemaligen, Freunde und Förderer des Landesmusikgymnasiums Rheinland-Pfalz in Montabaur.